# 279 v. Chr.
Portal Geschichte | Portal Biografien | Aktuelle Ereignisse | Jahreskalender | Tagesartikel

◄ |
4. Jahrhundert v. Chr. |
3. Jahrhundert v. Chr. |
2. Jahrhundert v. Chr. |
►

◄ | 290er v. Chr. | 280er v. Chr. | 270er v. Chr. | 260er v. Chr. |
250er v. Chr. |
►

◄◄ | ◄ | 282 v. Chr. | 281 v. Chr. | 280 v. Chr. | 279 v. Chr. |
278 v. Chr. |
277 v. Chr. |
276 v. Chr. |
► |
►►
Staatsoberhäupter

## Ereignisse

### Östliches Mittelmeer
- Ptolemaios Keraunos, König von Makedonien, heiratet Arsinoë II., die Witwe des Lysimachos, lässt aber deren Kinder töten, woraufhin Arsinoë ins Exil nach Samothraki geht.
- Keltische Südwanderungen: Ptolemaios Keraunos kommt beim Einfall der Kelten (Galater) in sein Land ums Leben. Auch sein Bruder Meleagros regiert nur kurz. Es folgt Antipatros II., der Sohn des Kassander, ehe schließlich, noch im Jahr 279, Sosthenes König wird, der zwei Jahre regiert.

Die Marschrouten der keltischen Stämme

- Die Kelten dringen auch in Mittelgriechenland ein, nachdem die Griechen vergeblich versuchen, sie an den Thermopylen aufzuhalten. Die Kelten dringen nach Delphi vor, um dort das Heiligtum zu plündern, was die Galater zur Flucht an den Hellespont zwingt. Die Kelten selbst ziehen sich aber nach einem griechischen Sieg bei Delphi (der sagenhaften Überlieferung nach sollen die griechischen Götter während eines Schneesturms selbst eingegriffen haben) nach Norden zurück. Da sich auch die Phoker im Kampf ausgezeichnet haben, werden sie, nach ihrem Ausschluss im Jahre 346 v. Chr., wieder in die delphische Amphiktyonie zugelassen.
- Der keltische Stamm der Skordisker lässt sich in der Gegend des heutigen Serbien nieder.
- Keltische Stämme unter Leonnorius und Lutarius belagern Byzantion, das ihnen Tribute zahlen muss.
- Sieg der Bithynier über Hermogenes, einem Feldherrn des seleukidischen Königs Antiochos I.
- Fertigstellung des Leuchtturms von Alexandria nach 20 Jahren Bauzeit.

### Westliches Mittelmeer

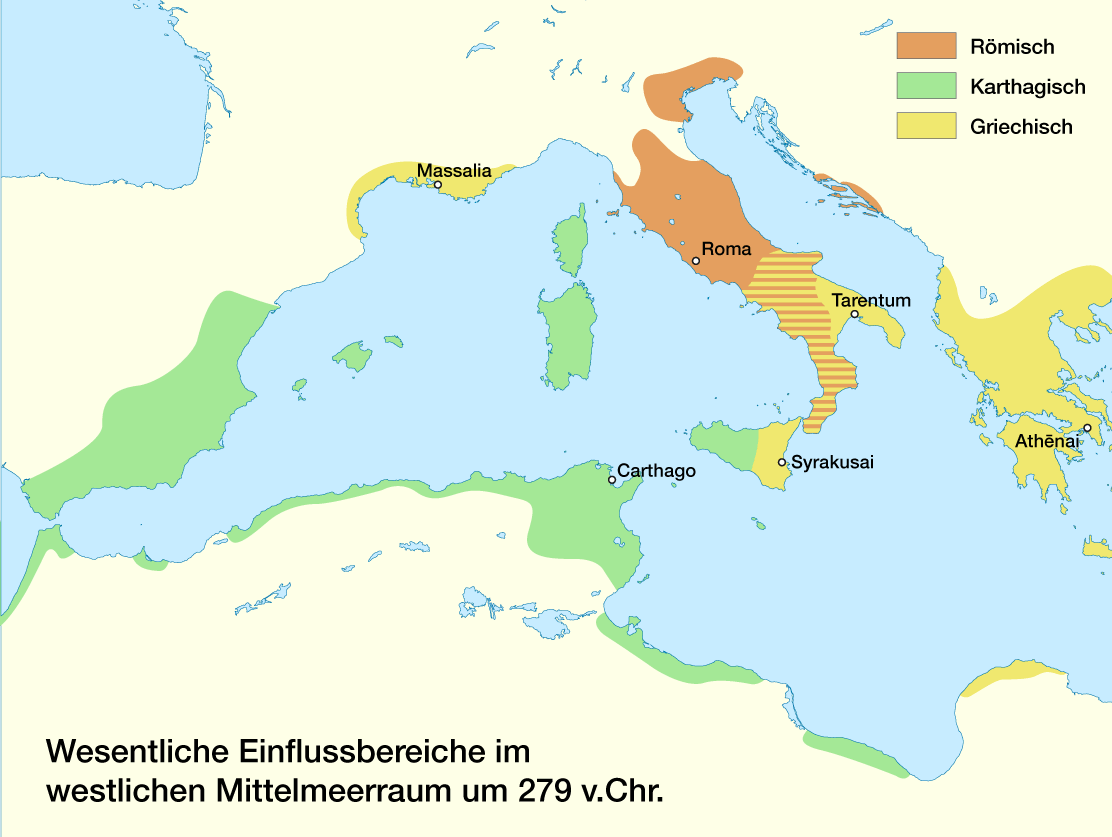
Westlicher Mittelmeerraum 279 vor Christus

- König Pyrrhus von Epirus siegt im Pyrrhischen Krieg in der Schlacht bei Asculum (der sogenannte Pyrrhussieg) über die Römer unter Gaius Fabricius Luscinus und Quintus Aemilius Papus.
- Bündnis zwischen Rom und Karthago

## Gestorben
- Antipatros II., König von Makedonien
- Meleagros, König von Makedonien
- Phintias, Tyrann von Akragas
- Ptolemaios Keraunos, König von Makedonien (* um 320 v. Chr.)

- um 279 v. Chr.: Berenike I., Gemahlin des ägyptischen Königs Ptolemaios I.